# 朱勤緂
臨湍端靖王朱勤緂（1538年—1555年），明朝臨湍莊毅王朱睦檠的嫡次子。
初封镇国将军。嘉靖二十六年（1547年），莊毅王薨。三十一年（1552年）十二月，明世宗命保定侯梁繼璠等為正使，翰林院編修胡正蒙等為副使，持節冊封朱勤緂為臨湍王。
嘉靖三十四年（1555年）薨。前三个儿子都已经夭折，第四子朱朝𡊎系滥妾所生。万历十年（1582年）六月，礼部以此为由请求降封朱朝𡊎为奉国将军，获准。临湍国除。